# Papafava

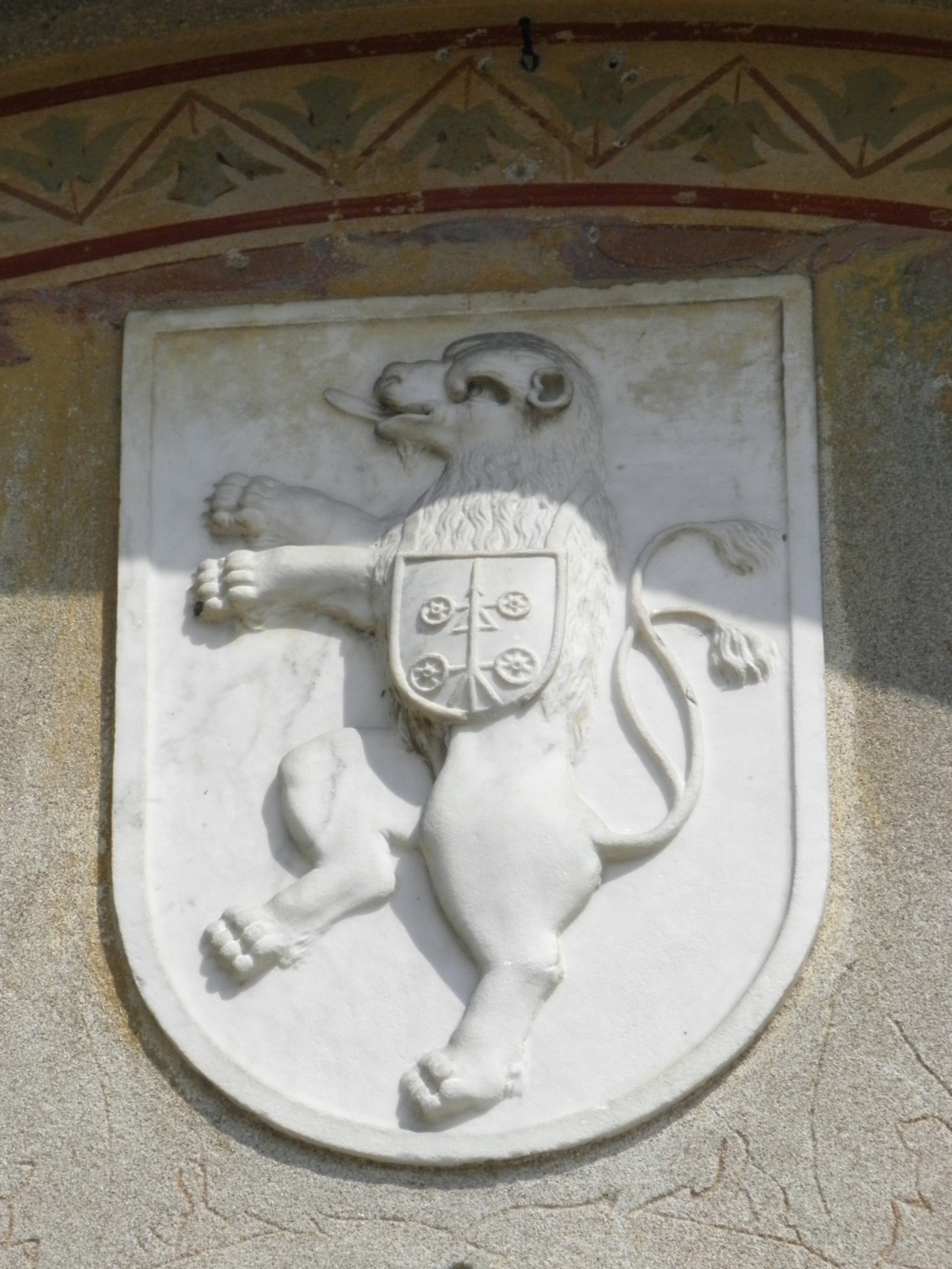
Carrara Santo Stefano, frazione di Due Carrare: bassorilievo dello stemma della famiglia Papafava murato sulla facciata della chiesa di Santo Stefano primo martire, già parte dell'abbazia benedettina di Santo Stefano di Carrara.

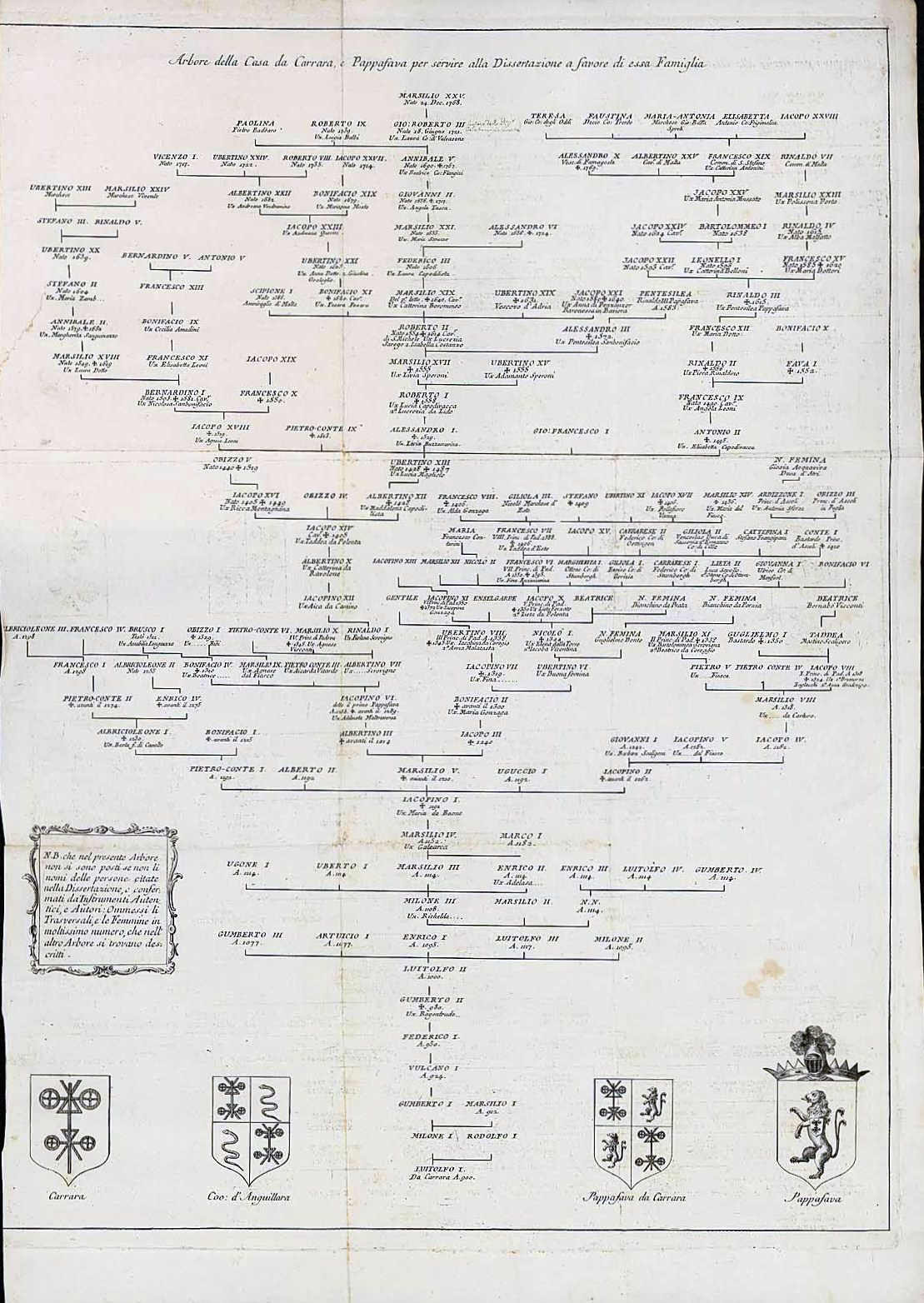
Albero genealogico delle famiglie Carraresi e Papafava (seconda metà sec. XVIII).

I Papafava (talvolta anche Pappafava, più precisamente Papafava dei Carraresi) sono una famiglia aristocratica padovana. Fu ascritta al patriziato veneziano fra le cosiddette Case fatte per soldo.

## Storia
La famiglia costituisce un ramo dei più celebri Carraresi: il primo a portare il soprannome Papafava fu un Giacomino da Carrara, podestà di Vicenza nel 1269, vissuto nel Duecento. Il signore di Padova Marsilietto Papafava da Carrara faceva parte del ramo Papafava.
Il ramo originario, quello dei Papafava dei Carraresi, si stabilì a Venezia, dove, in conseguenza del supporto finanziario che i suoi membri diedero alla Repubblica nella guerra di Candia contro gli Ottomani, nel 1652 furono ascritti al patriziato veneziano nella persona del cav. Bonifacio Papafava, assicurandosi in tal modo anche l'accesso al Maggior Consiglio. I Papafava dei Carraresi furono confermati nobili dal Governo imperiale austriaco con Sovrana Risoluzione del 22 novembre 1817.
Un ramo secondario, ma non meno importante, fu quello dei Papafava Antonini, residenti in Padova. Costoro, membri del Consiglio nobile di Padova, ricoprirono importanti cariche municipali. Non furono mai aggregati al patriziato veneziano ma ottennero il titolo comitale connesso alla giurisdizione civile e criminale delle ville di Silvella e Coseano, di cui furono investiti il 23 settembre 1745 dal doge Pietro Grimani.
Dopo la caduta della Serenissima, la loro nobiltà fu riconosciuta da Vienna con Sovrana Risoluzione del 4 settembre 1818; il rango di conti dell'Impero d'Austria fu invece loro concesso il 19 ottobre 1823.

## Membri illustri

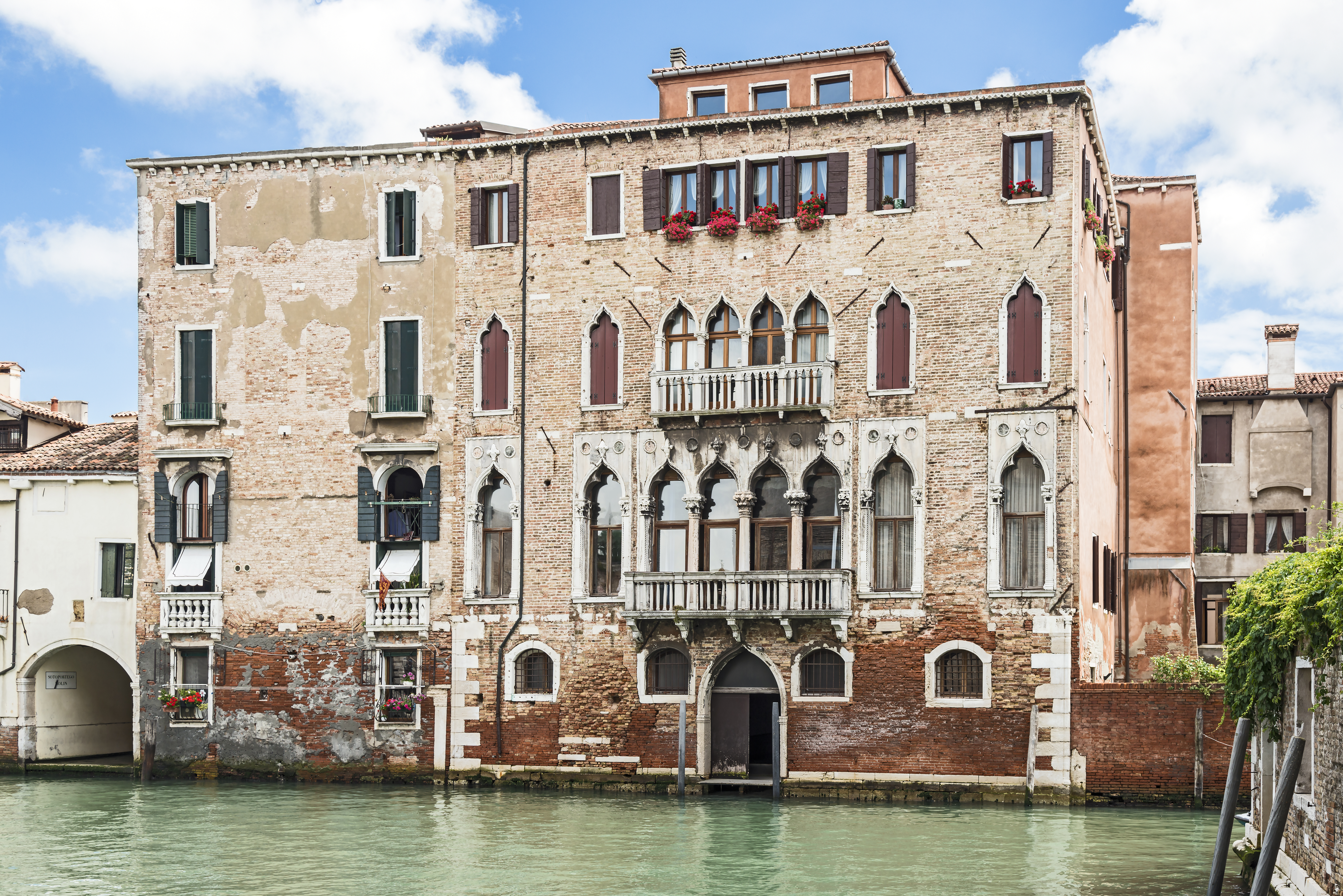
Palazzo Pesaro Papafava alla Misericordia (Cannaregio)

- Marsilio Papafava morto nel 1555, marito di Lucia Speroni figlia di Sperone Speroni e padre di Roberto marito di Isabella di Costanzo e a sua volta padre di Bonifacio (1588-1680).
- Bonifacio Papafava (1588-1680), figlio di Roberto,  marito nel 1615 di Pesarina Pesaro padre di:  Emilia che fu ritratta da Tiberio Tinelli e che sposò Troiano Borromeo; di Beatrice 1626-1729) moglie di Marco Giuseppe Citadella di Onara (1624-1666) e madre di Francesco marito di Maria Buzzaccarini. Fu creato dai Gonzaga cavaliere dell'Ordine del Redentore[7].
- Marsilio Papafava marito di Caterina Borromeo padre di Federico marito di Laura Capodilista e padre di Giovanni Marsilio (1665-1717).
- Giovanni Marsilio Papafava (1665-1717) figlio di Marsilio e di Maria Soranzo, marito nel 1688 di Angela Maria Tasca,  fu padre di Annibale (1690-1766) marito di Beatrice Flangini e a sua volta padre di: Gianroberto nato nel 1722 marito di Laura Valvasone, Roberto nato nel 1739 marito di Luigia Balbi e Paola moglie di Pietro Badoer.
- Marsilio Papafava nato nel 1768, figlio di Gianroberto marito di Maddalena Toderini nipote di Ferdinando Toderini nato nel 1727 e padre di Laura moglie di Giuseppe Gozzadini e madre di Giovanni Gozzadini (1810-1887)  marito di Maria Teresa Serego Alighieri (1812-1881).
- Giacomo Papafava , figlio di Francesco e di Caterina Antonini, marito di Arpalice Brazzà fu padre di: Caterina  (1776-1800) moglie di Giacomo Polcastro, Laura moglie di Severiano Dotto, Alessandro, e Francesco marito di Giovanna Luisa Boncompagni-Ludovisi-Ottoboni dei Duchi di Fiano. Palazzo Trento, poi Papafava, venne abbellito dai fratelli Alessandro e Francesco in onore della neo sposa del secondo in arrivo da Roma. Venne ristrutturato per lei l'angolo ovest del palazzo.
- Alberto Papafava (1832-1929), pittore, marito di Margherita Cittadella Vigodarzere figlia di Andrea Cittadella Vigodarzere e di Arpalice Papafava, padre di Francesco (1864-1912), fu deputato al Regno d'Italia nella X legislatura.
- Francesco Papafava (1864-1912) figlio di Alberto, scrittore di economia e politica autore di "Dieci anni di vita italiana" sposò Maria Bracceschi (1867-1952) e fu padre di: Novello Papafava e di Margherita (1893-1967) moglie di Lucangelo Bracci Testasecca.
- Novello Papafava dei Carraresi (1899-1973), scrittore italiano, presidente della Rai dal 1961 al 1964.

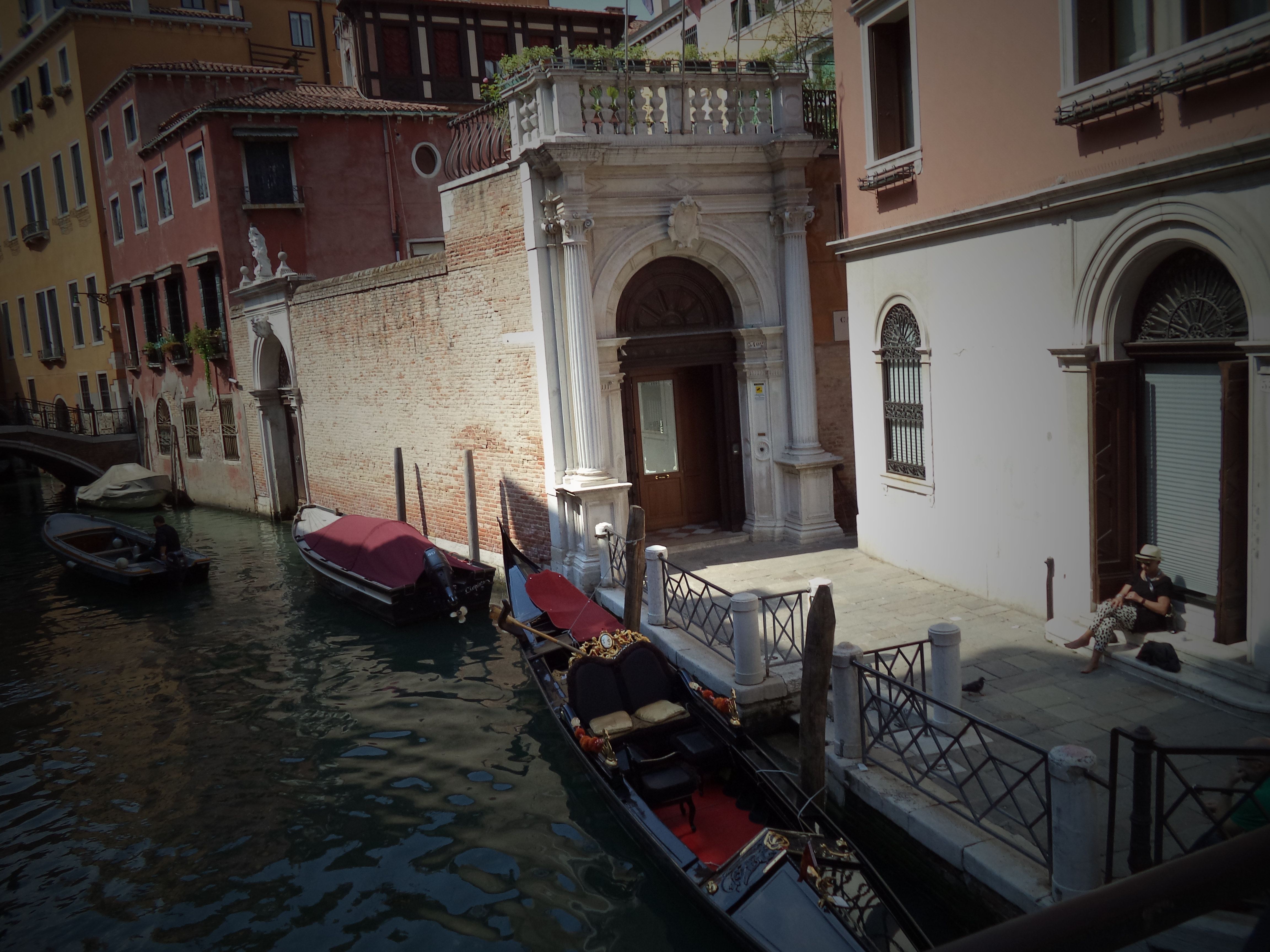
La porta da terra di Palazzo Tasca Papafava a Ponte della Guerra a Venezia

## Luoghi e architetture
Palazzi
- Palazzo Papafava, a Padova, situato in Via Marsala. Lo stabile può vantare l'ospitalità offerta a personaggi storici in visita alla città, quali l'Imperatore d'Austria-Ungheria Francesco Giuseppe, il Re d'Italia Umberto I e l'Imperatore Pedro del Brasile. Ai tempi dell'ultimo conflitto mondiale fu sede del rettorato dell'Università di Padova (vi alloggiò per un periodo anche il rettore Concetto Marchesi) e, istituita la Repubblica Sociale Italiana vi fu ubicato il Ministero dell'Educazione Nazionale. Nel secondo dopoguerra, infine, parte degli spazi ospitarono aule ed uffici della Facoltà di Magistero dell'Università patavina. Il pregevole giardino del Palazzo è citato nel libro "Viaggio in Italia" di Guido Piovene.
- Palazzo Pesaro Papafava, a Cannaregio, Venezia
- Palazzo Tasca Papafava, a Castello, Venezia
- Palazzo Papafava Schiesari Bergonzini, a Conselve.

Ville
- Villa Papafava, a Rovolon;
- Villa Papafava, a Terme Euganee, di cui oggi rimane soltanto la barchessa.

Esiste, inoltre, una Fondamenta Tasca o Papafava in sestiere Castello, a Venezia.